# Canzone d’amore
Canzone d’amore – album studyjny polskiego piosenkarza Krzysztofa Krawczyka. Wydawnictwo ukazało się w 1995 roku nakładem wytwórni muzycznej Snake’s Music.
Album uzyskał status złotej płyty.

## Lista utworów
Opracowano na podstawie materiału źródłowego.
1. „Canzone d’amore” (aranżacja: Ryszard Kniat) – 3:34
2. „Daj mi zachować marzenia” (aranżacja: Ryszard Kniat) – 5:05
3. „Jesteś moim pięknym snem” (aranżacja: Ryszard Kniat) – 4:33
4. „Erotyk na chwilę” (aranżacja: Ryszard Kniat) – 4:20
5. „To ostatnia niedziela” (aranżacja: Ryszard Kniat) – 4:21
6. „Przeżyć wszystko jeszcze raz” (aranżacja: Janusz Piątkowski) – 4:00
7. „Paryż i my” (aranżacja: Ryszard Kniat) – 3:50
8. „Między nami cisza trwa” (aranżacja: Janusz Piątkowski) – 3:26
9. „Pierwszy słońca blask” (aranżacja: Janusz Piątkowski) – 3:50
10. „Powiedz mamo” (aranżacja: Wiesław Wolnik) – 3:48
11. „W tobie i we mnie” (aranżacja: Janusz Piątkowski) – 5:02
12. „Wszystko z czasem się zmienia” (aranżacja: Janusz Piątkowski) – 4:00
13. „Pokochać świat” (aranżacja: Janusz Piątkowski) – 4:00